# Idaea nevadata
Idaea nevadata är en fjärilsart som beskrevs av Eugen Wehrli 1927. Idaea nevadata ingår i släktet Idaea och familjen mätare. Inga underarter finns listade i Catalogue of Life.